# Chinesische Pflaume
Die Chinesische Pflaume (Prunus salicina), auch Susine, Japanischer Pflaumenbaum, Chinesischer Pflaumenbaum oder Dreiblütige Pflaume genannt, ist eine Pflanzenart in der Gattung Prunus innerhalb der Familie der Rosengewächse (Rosaceae). Die Früchte vieler Sorten werden als Obst verwendet.

## Beschreibung

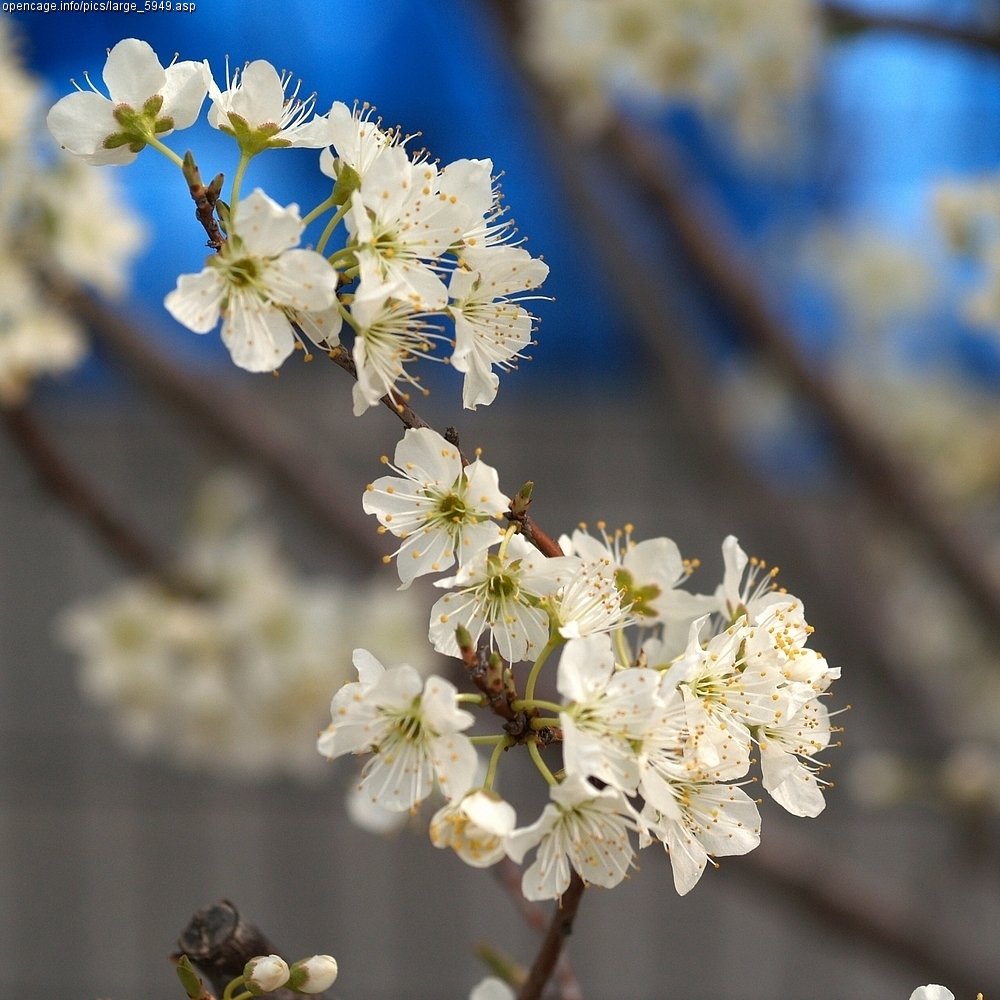
Blüten

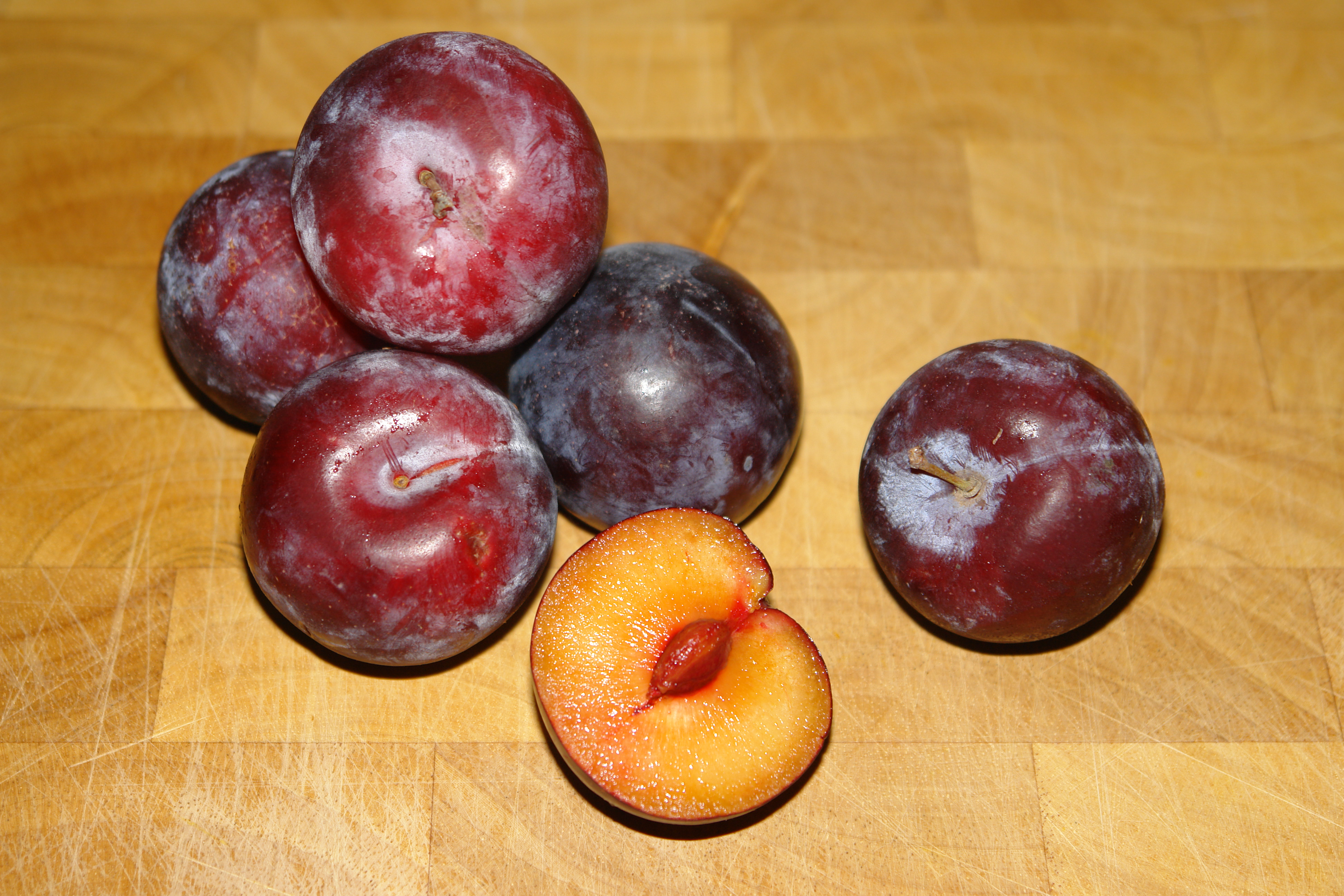
Früchte der Chinesischen Pflaume ('Prunus salicina')

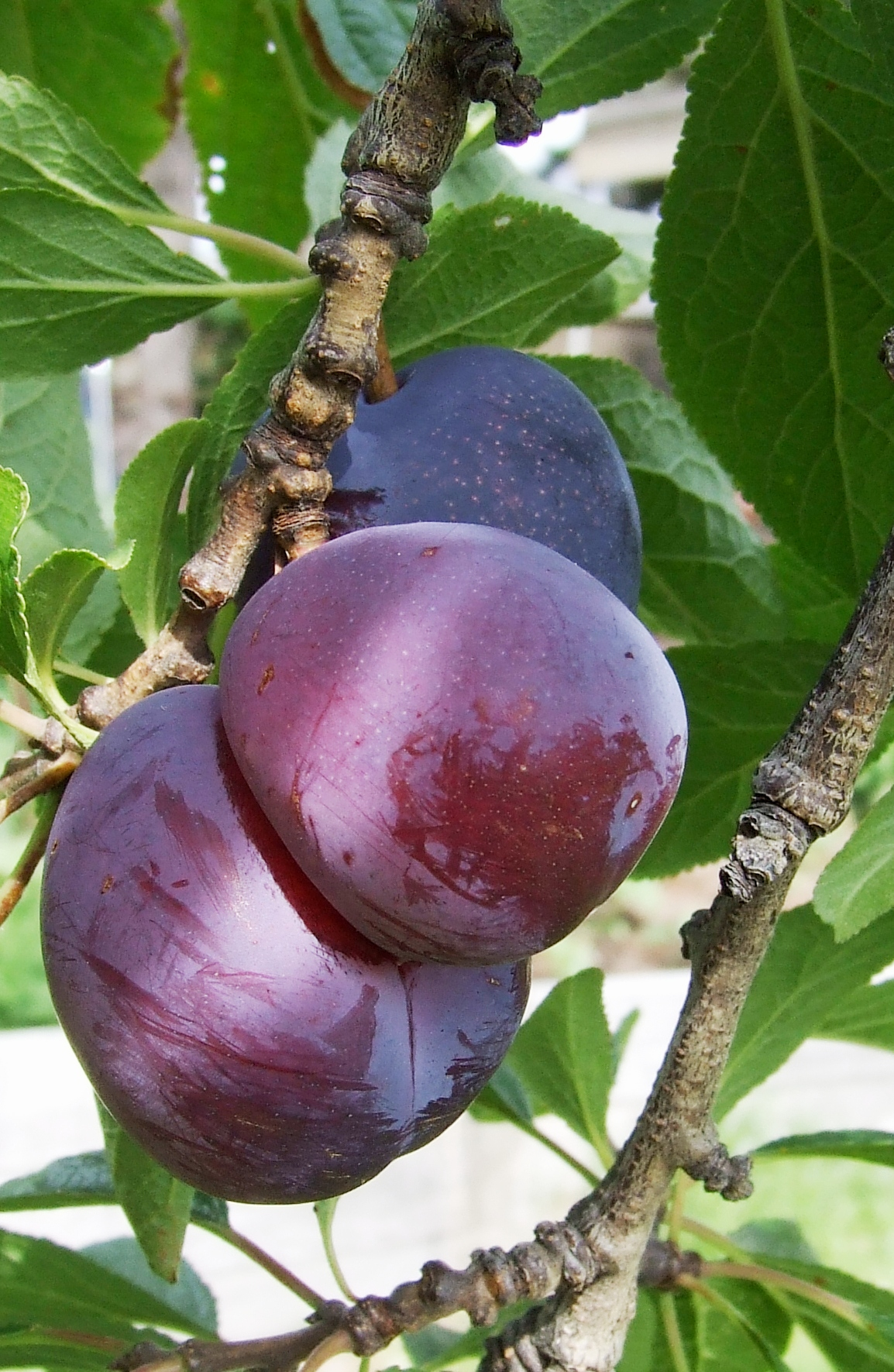
Früchte einer Varietät

### Erscheinungsbild, Rinde und Blatt
Die Chinesische Pflaume wächst als sommergrüner Baum und erreicht Wuchshöhen von etwa 9 bis 12 Metern. Die Rinde, Blattstiele, Blütenstiele und der Blütenbecher sind kahl oder dicht flaumig behaart. Die Rinde der Äste ist purpur- rötlich-braun und die der Zweige ist gelblich-rot. Die purpurroten Winterknospen sind meist kahl oder selten an den Rändern der Knospenschuppen behaart.
Die wechselständig an den Zweigen angeordneten Laubblätter sind in Blattstiel und -spreite gegliedert. Der Blattstiel weist eine Länge von 1 bis 2 Zentimeter auf und besitzt zwei extraflorale Nektardrüsen. Die einfache Blattspreite ist mit einer Länge von meist 6 bis 8, selten bis zu 12 Zentimeter und einer Breite von 2,5 bis 5 Zentimeter länglich-verkehrt-eiförmig, schmal-elliptisch oder selten länglich-eiförmig mit keilförmiger Spreitenbasis und am Ende spitz bis kurz geschwänzt. Der Blattrand ist doppelt gekerbt. Die Blattoberseite ist dunkelgrün und glänzend. Die sechs oder sieben Seitennerven auf jeder Seite des Hauptnerves reichen nicht bis zum Blattrand. Die linealen Nebenblätter sind an den Rändern drüsig.

### Blüte
Die Chinesische Pflaume blüht zeitig im Frühjahr. Immer drei Blüten sind zu einem Bündel zusammengefasst (daher einer der deutschen Namen und ein Synonym). Die kahlen Blütenstiele weisen eine Länge von 1 bis 1,5 Zentimeter auf. Die zwittrigen, fünfzähligen, radiärsymmetrischen Blüten besitzen einen Durchmesser von 1,5 bis 2,2 Zentimetern. Die fünf grünen Kelchblätter sind mit einer Länge von etwa 5 Millimeter länglich-eiförmig, kahl und an den Rändern entfernt gesägt. Die fünf freien, weißen Kronblätter sind länglich-verkehrt-eiförmig. Das einzige mittelständige Fruchtblatt ist kahl. Die Narbe ist scheibenförmig.

### Frucht
Die Steinfrüchte besitzen Durchmesser von etwa 4 bis 5 Zentimetern bei Naturformen und bis zu 7 Zentimeter bei Kulturformen und sind kugelig, eiförmig oder konisch. Bei Reife färben sie sich gelb bis rot, bei Kulturformen bis purpurfarben und besitzen gelb-rosafarbenes Fruchtfleisch. Sie können im Sommer (Juli bis August) geerntet werden. Das eiförmige bis längliche Endokarp ist runzelig.

### Chromosomenzahl
Die Chromosomenzahl beträgt 2n = 16, seltener 32 oder 24.

## Verbreitung
Die Chinesische Pflaume ist ursprünglich in China in Höhenlagen zwischen 200 und 2600 Meter in den Provinzen Anhui, Fujian, Gansu, Guangdong, Guangxi, Guizhou, Hebei, Heilongjiang, Henan, Hubei, Hunan, Jiangsu, Jiangxi, Jilin, Liaoning, Ningxia, Shaanxi, Shandong, Shanxi, Sichuan, Yunnan, Zhejiang und in Taiwan beheimatet.
Aktuell wird sie in Korea, Japan, den Vereinigten Staaten, Australien und selten in Europa kultiviert.

## Trivialnamen in verschiedenen Sprachen
Interessant ist die fernöstliche Vielfalt an Trivialnamen:
Die Prunus salicina heißt chinesisch 李, Pinyin lǐ; meist auch 中国李,  Zhōngguó lǐ – „Chinesische Pflaume“ genannt und für die Früchte 李子,  lǐzi. Japanisch verwendet man eher sumomo (李 oder 酸桃; wörtlich „saurer Pfirsich)“. Koreanisch heißt die Frucht jadu (자두), aus der ursprünglichen sino-koreanischen Form 紫桃, jado (wörtlich: „violettfarbener Pfirsich“).
Der Familienname Li/Lee (李,  Lǐ) bedeutet wörtlich „Pflaumenbaum“ und ist der am zweithäufigsten verwendete Familienname in China und weitverbreitet in der restlichen Welt. Der entsprechende Name in Vietnam ist Ly und in Korea Yi (이; 李; romanisiert zu Lee, Rhe oder seltener Li, I und Yee).

## Systematik
Die Erstbeschreibung von Prunus salicina erfolgte 1828 durch John Lindley in Transactions of the Horticultural Society of London, 7, S. 239. Das botanische Artepitheton salicina leitet sich von den Weiden (Salix) her. Synonyme für Prunus salicina Lindl. sind: Prunus triflora Roxb., Prunus thibetica Franch. Prunus salicina gehört zur Section Prunus in der Untergattung Prunus innerhalb der Gattung Prunus.

### Varietäten
Von der Art Prunus salicina Lindl. sind mindestens drei Varietäten bekannt:
- Japanische Pflaume oder Japanischer Pflaumenbaum (Prunus salicina Lindl. var. salicina, Syn.: Prunus botan André, Prunus ichangana C.K.Schneider, Prunus triflora Roxb.): Man findet sie in China, Japan, Europa, Asien und Amerika.
- Ussuri-Pflaume oder Chinesischer Pflaumenbaum (Prunus salicina var. mandshurica (Skvortsov) Skvortsov & A.I.Baranov, Syn.: Prunus triflora Roxb. var. mandshurica Skvortsov, Prunus ussuriensis Kovalev & Kostina): Man findet sie in Ostchina und in Ostrussland.
- Prunus salicina var. pubipes (Koehne) L.H.Bailey (Syn.: Prunus triflora Roxb. var. pubipes Koehne): Aus dem zentralen China, die Pflanzenteile sind stärker behaart als bei den anderen Varietäten.

### Hybriden
Es sind auch einige Hybriden mit anderen Arten bekannt (Auswahl):
- Pfirsichpflaumen (Prunus salicina × Prunus persica)
- Prunus salicina × Prunus armeniaca (englischer Trivialname: „plumcots“)
- 'Jaspy' (Prunus salicina × Prunus spinosa) ist eine mittelstarkwüchsige Zwetschgenunterlage
- 'Sprite' (Prunus salicina × Prunus cerasifera).

## Nutzung
Die Steinfrüchte der Chinesischen Pflaume werden vom Menschen als Obst gegessen. Dabei werden sie zumeist roh verzehrt oder auch zu Trockenpflaumen getrocknet oder weiterverarbeitet. Während der Großteil der Chinesischen Pflaumen roh verzehrt wird, werden die meisten Kultur-Pflaumen (Prunus domestica) getrocknet. Obwohl beide Arten zu verschiedenen Zeiten im Jahr reifen und verschiedene Märkte teilen, stehen sie doch in einer gewissen Konkurrenz zueinander.
Der Anteil der Chinesischen Pflaume an der weltweiten Pflaumenproduktion ist erheblich. Während in Europa zumeist die Kultur-Pflaume (Prunus domestica) angebaut wird, liegt der Anteil von Prunus salicina an der Pflaumenproduktion in China bei über 90 Prozent. Die Produktion in China lag im Jahr 2005 bei 1,87 Millionen Tonnen. In den USA wird die Chinesische Pflaume zunehmend angebaut: Waren im Jahr 1975 70 Prozent aller in den Vereinigten Staaten angebauten Pflaumen Prunus domestica, so hat sich das Verhältnis inzwischen zugunsten der Chinesischen Pflaume verschoben. Im Jahr 2004 wurden in den USA auf 67.000 ha Europäische Pflaumen und auf 36.000 ha Chinesische Pflaumen angebaut. In Südamerika und Australien werden mehr Chinesische als Europäische Pflaumen angebaut.